# София фон Дьонхоф
София Юлиана Фридерика Вилхелмина фон Дьонхоф (на немски: Sophie Juliane Friederike Wilhelmine Gräfin von Dönhoff; * 17 октомври 1768 в Бейнунен в Източна Прусия; † 28 януари 1834 или 1838 в Беербаум в Хекелберг-Брунов) е графиня от род фон Дьонхоф и съпруга (морганатичен брак) на пруския крал Фридрих Вилхелм II .
Тя е дъщеря на пруския генерал-майор граф Фридрих Вилхелм фон Дьонхоф (1723 – 1774) и съпругата му фрайин Анна София Шарлота фон Лангерман (1740 – 1793), дъщеря на пруския генерал-майор Адолф Фридрих фон Лангерман (1695 – 1757) и Кристиана Юлиана фон Рибен (* 1719). Майка ѝ Анна София Шарлота фон Лангерман (1740 – 1793) се омъжва втори път на 27 декември 1775 г. за граф Йонас цу Ойленбург (1732 – 1792).
София Юлиана фон Дьонхоф става през 1789 г. дворцова дама на пруската кралица Фридерика Луиза фон Хесен-Дармщат (втора съпруга на крал Фридрих Вилхелм II) в пруския двор. Тя е талантлива пианистка и певица и се омъжва на 11 април 1790 г. (морганатичен брак) за пруския крал Фридрих Вилхелм II. Те имат конфликти, понеже тя се меси в политиката, и се разделят през юни 1792 г.
София Юлиана фон Дьонхоф е погребана в църковния двор в Беербаум (в Хекелберг-Брунов), където през 1805 г. е купила имението Беербаум за 106 000 талер и построила там къща през 1817/1818 г.

## Фамилия
София Юлиана фон Дьонхоф се омъжва на 11 април 1790 г. (морганатичен брак) за пруския крал Фридрих Вилхелм II (* 25 септември 1744, Берлин; † 16 декември 1797, мраморния дворец до Берлин), пруски крал (1786 – 1797). Те има конфликти и се разделят през юни 1792 г. Те имат децата, които 1794 г. са издигнати на граф:
- Фридрих Вилхелм фон Бранденбург (* 24 януари 1792; † 6 ноември 1850), граф на Бранденбург, пруски генерал на кавалерията, министър и президент, женен на 24 май 1818 г. за Матилда Аурора фон Масенбах (* 24 октомври 1795; † 5 март 1855); имат 8 деца
- Юлия фон Бранденбург (* 4 януари 1793, Нойшател; † 29 януари 1848, Виена), омъжена на 20 май 1816 г. в Берлин за херцог Фридрих Фердинанд фон Анхалт-Кьотен  (* 25 юни 1769, Плес; † 23 август 1830, Кьотен)

- Син ѝ Фридрих Вилхелм фон Бранденбург
- Дъщеря ѝ Юлия фон Бранденбург